# Giovanni Serafini
Giovanni Serafini, italijanski rimskokatoliški duhovnik in kardinal, * 15. oktober 1786, Magliano, † 1. februar 1855.

## Življenjepis
27. januarja 1843 je bil povzdignjen v kardinala in imenovan za kardina-diakona Ss. Vito, Modesto e Crescenzia; 16. aprila 1846 še za S. Maria in Cosmedin.